# Diamonds & Rust (Album)
Diamonds & Rust ist ein 1975 erschienenes Musikalbum der Folksängerin Joan Baez, die dafür bekannt ist, sehr oft Arbeiten anderer Songschreiber und Interpreten zu spielen. Auch auf Diamonds & Rust sind Coverversionen von Bob Dylan, Stevie Wonder, The Allman Brothers und Jackson Browne neben einer Reihe von Baez-Eigenkompositionen veröffentlicht worden. So auch der Titelsong Diamonds & Rust, eine Eigenkomposition über Bob Dylan.
Der Titelsong wurde von der britischen Heavy-Metal-Band Judas Priest auf deren 1977er-Album Sin After Sin gecovert und ist seitdem ein fester Bestandteil ihrer Konzerte.
Das US-amerikanische Folk-Duo The Smith Sisters veröffentlichten im Jahr 1986 den Song auf ihrem Album Mockingbird.
Die anglo-amerikanische Renaissance-Rockband Blackmore’s Night coverte den Song 2003 auf ihrem Album Ghost of a Rose, ebenso wie die finnische Power-Metal-Band Thunderstone auf ihrem im Jahr 2004 erschienenen Album The Burning.
Mit ihrem Cover von Dylans Simple Twist of Fate versucht Joan Baez eine gutgelaunte persönliche Interpretation der Arbeit des Songwriters.
Bei dem Duett mit Joni Mitchell wurde das Tempo erhöht. Eine alternative Aufnahme von Dida erschien bereits auf dem vorjährigen Album Gracias a la Vida.

## Titelliste
1. Diamonds & Rust (Joan Baez)
2. Fountain of Sorrow (Jackson Browne)
3. Never Dreamed You'd Leave in Summer (Stevie Wonder, Syreeta Wright)
4. Children and All That Jazz (Joan Baez)
5. Simple Twist of Fate (Bob Dylan)
6. Blue Sky (Dickey Betts)
7. Hello in There (John Prine)
8. Jesse (Janis Ian)
9. Winds of the Old Days (Joan Baez)
10. Dida (Joan Baez) – Duett mit Joni Mitchell
11. Medley: I Dream of Jeannie (Stephen Foster) / Danny Boy[2] (Frederick Weatherly)

## Mitwirkende
- Joan Baez – Gesang, Akustikgitarre, Synthesizer, Arrangement, Produzentin
- Larry Carlton – E-Gitarre, Akustikgitarre, Arrangement, Produzent
- Dean Parks – E-Gitarre, Akustikgitarre
- Wilton Felder – Bass
- Reinie Press – Bass
- Max Bennett – Bass (10)
- Jim Gordon – Schlagzeug
- John Guerin – Schlagzeug (10)
- Larry Knechtel – Piano
- Joe Sample – E-Piano, Hammond-Orgel
- Hampton Hawes – Piano (4)
- David Paich – Piano, E-Cembalo
- Red Rhodes – Pedal-Steel-Gitarre
- Malcolm Cecil – Synthesizer
- Tom Scott – Flute, Saxophon, Arrangement
- Jim Horn – Saxophon
- Joni Mitchell – Gesang (10)
- Rick Lo Tempio – E-Gitarre (10)
- Ollie Mitchell – Trompete
- Buck Monari – Trompete
- David Kershenbaum – Produzent
- Rick Riggieri – Toningenieur
- Henry Lewy – Toningenieur (10)
- Ellis Sorkin – Assistenz-Ingenieur
- Bob Cato – Design

## Charts und Chartplatzierungen
| ChartsChartplatzierungen       | Höchstplatzierung | Wochen |
| ------------------------------ | ----------------- | ------ |
| Vereinigte Staaten (Billboard) | 11 (46 Wo.)       | 46     |